# Wissarion Grigorjewitsch Alexejew

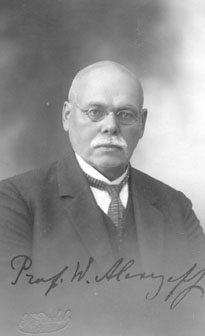
Wissarion Alexejew (Aufnahme aus den 1920er Jahren)

Wissarion Grigorjewitsch Alexejew (russisch Виссарион Григорьевич Алексеев; estnisch Vissarion Grigorjevitš Aleksejev; * 6. Julijul. / 18. Juli 1866greg. in Nowotscherkassk; † 1943 in Polen) war ein in Estland tätiger russischer Mathematiker.

## Leben und Wissenschaft
Wissarion Alexejew wurde als Sohn eines Donkosaken-Führers geboren. Er besuchte von 1875 bis 1884 das Gymnasium in Nowotscherkassk.
Alexejew studierte von 1884 bis 1888 Mathematik an der Universität in Moskau. Von 1891 bis 1895 war er Privatdozent in Moskau. Von 1893 bis 1895 führten ihn Studienreisen nach Zürich, Paris und Leipzig. 1899 legte er in Moskau sein Kandidatenexamen ab.
Von 1895 bis 1902 war Alexejew als außerordentlicher und von 1902 bis 1918 als ordentlicher Professor an der Universität im livländischen Tartu tätig. Sie trug damals den Namen Kaiserliche Universität Jurjew.
1908/09 war Alexejew Prorektor der Universität. Von 1909 bis 1914 sowie 1917/18 war er ihr Rektor. Alexejew leitete 1918 die kriegsbedingte Auslagerung der Universität ins russische Woronesch. Dort blieb Alexejew bis 1920.
Mit dem endgültigen Sieg der Bolschewiki in Sowjetrussland, der Ausrufung der estnischen Selbständigkeit und dem Friedensvertrag von Tartu ging Alexejew 1920 nach Tartu zurück. Er optierte für die estnische Staatsangehörigkeit. Von 1921 bis 1939 war er als Privatdozent an der Universität Tartu tätig.
Wissarion Alexejew starb 1943 im besetzten Polen.

## Privatleben
Wissarion Alexejew war mit Elisabeth Kollmann verheiratet. Beide hatten den Adoptivsohn Viktor Alexejew (1902–1945).